# 2005年至2006年英格蘭足總盃
2005/06球季英格蘭足總盃（英語：FA Cup），是第125屆英格蘭足總盃，今屆賽事的冠軍是利物浦，他們在決賽以互射十二碼3:1擊敗韋斯咸，奪得冠軍。
在法定時間賽和3:3，在決賽，謝拉特憑遠射在最後一分鐘為球隊追和，成為神奇隊長。

## 外部連結
1. 英格蘭足總盃官網Archive-It的存檔，存档日期2012-04-24
2. 英格蘭足總盃 歷屆冠軍（页面存档备份，存于）